# Ralf Gothóni

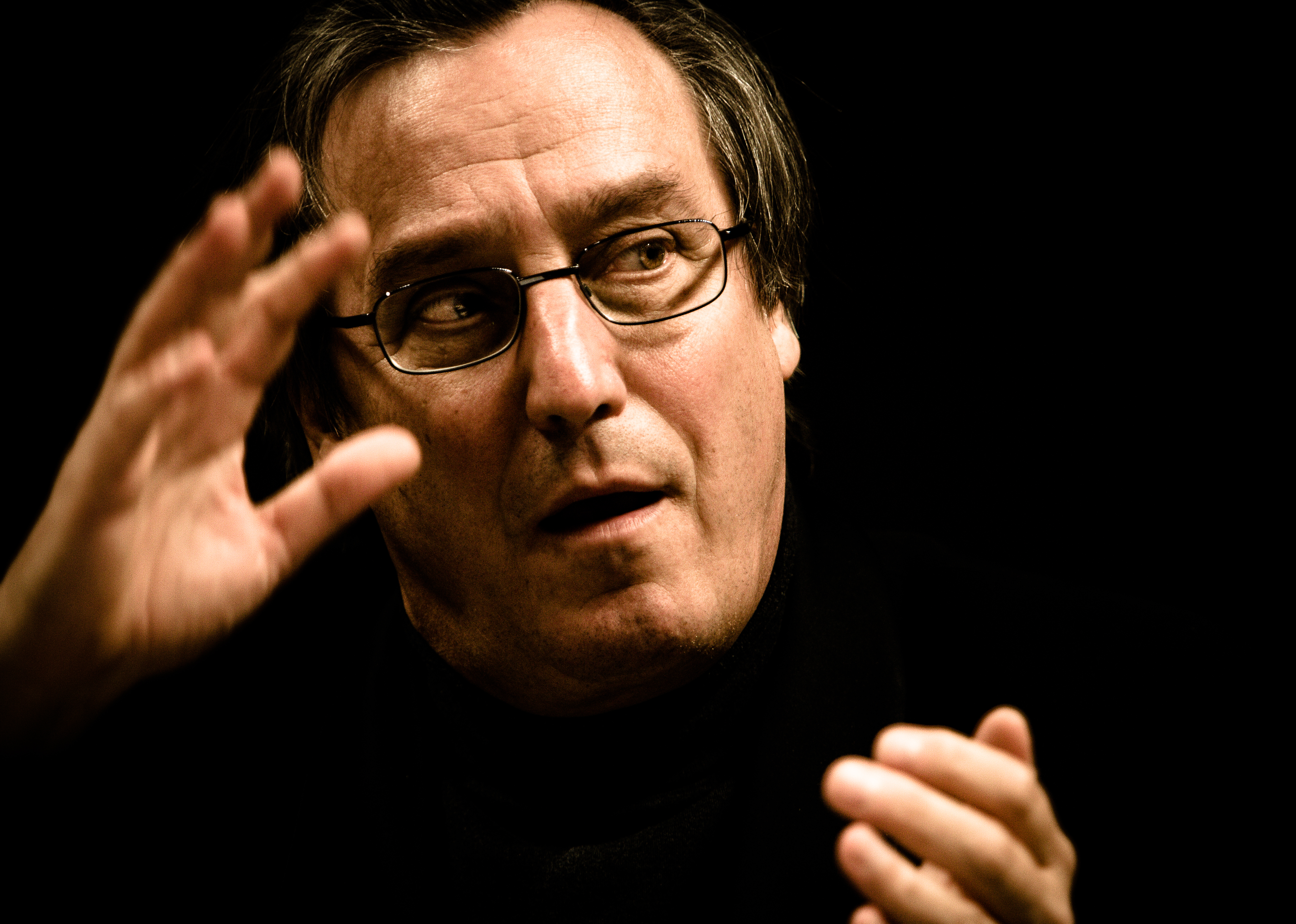
Ralf Gothóni

Ralf Georg Nils Gothóni (* 2. Mai 1946 in Rauma, Finnland) ist ein in Berlin lebender finnisch-deutscher Pianist, Dirigent, Komponist, Pädagoge und Essayist.

## Leben
Ab seinem 15. Lebensjahr trat Gothóni weltweit als Solist, Dirigent und Kammermusiker auf. Als Dirigent war er Erster Gastdirigent der Turku Philharmonie von 1995 bis 2000. Von 2000 bis 2010 war er Chefdirigent des English Chamber Orchestra und von 2001 bis 2006 war er Musikdirektor des Northwest Chamber Orchestra in Seattle. Ab 2004 war er Erster Gastdirigent der Deutschen Kammerakademie. Von 1986 bis 1996 wirkte Gothóni als Professor an der Hochschule für Musik und Theater Hamburg. Dann wechselte er zur Hochschule für Musik „Hanns Eisler“ Berlin, wo er bis zum Jahr 2000 tätig war. Von 1992 bis 2007 unterrichtete er außerdem an der Sibelius-Akademie in Helsinki. Von 2006 bis 2012 war er zudem als Professor an der Escuela Superior de Musica Reina Sofia in Madrid tätig und seit 2012 unterrichtet er auch als Gastprofessor für Klavierkammermusik an der Hochschule für Musik Karlsruhe.
Gothóni war der künstlerische Leiter der Schubertiade in Helsinki 1977, der Savonlinna-Opernfestspiele von 1985 bis 1988, des Forbidden City Music Festivals in der verbotenen Stadt in Peking von 1996 bis 1998 und der Musical Bridge Egypt-Finland seit 2007.
Mehr als ein Dutzend Klavierkonzerte, u. a. von Curtis Curtis-Smith, Mikko Heiniö, Einojuhani Rautavaara, Aulis Sallinen, Leif Segerstam und John Tavener, wurden von ihm uraufgeführt.
Er machte über 100 Aufnahmen für die Klassiklabel BIS Records, classic production osnabrück, Decca Records, Deutsche Grammophon, EMI Group, Ondine u. a.

## Werke

### Kompositionen
- Kammeroper Eine merkwürdige Nachricht von einem anderen Stern. Libretto von Hermann Hesse (in Deutsch). 60 Min.
- Kammeroper Der Hund. Libretto von Thomas Wulff (in Schwedisch). 57 Min.
- Kammeroper Aurinko hiekassa. Libretto von Viivi Luik (in Finnisch). 56 Min.
- Kammerkantate Der Ochs und seine Hirte. Zen-Erzählung von alten China. Sopran, Bariton, Violine, Viola, 2 Celli, Klavier. 60 Min.
- Concerto Grosso Der Ochs und seine Hirte. Violine, Klavier, Streichorchester. 58 Min.
- Trio Peregrina für Viola, Klarinette, Klavier. 24 Min
- Kammerkonzert Peregrina für Viola und Kammerorchester
- Forbidden Scherzo für Streichquartett. 8 Min.
- Liederzyklus Peregrina (Eduard Mörike) für Bariton, Viola, Klavier. 26 Min.
- Liederzyklus Morgue (Gottfried Benn) für Sopran/Tenor, Klavier. 10 Min.
- 4 Lieder (Heinrich Heine) für Sopran/Tenor, Klavier. 10 Min.
- Italienisches Liederbuch. (Hugo Wolf) Arrangement für zwei Stimmen und Kammerorchester. 70 Min.
- 5 Finnische Volkslieder (Arrangement) für Sopran/Mezzosopran oder Tenor/Bariton, Klavier. 10 Min.
- Konzert Lebensanschauungen von H. H. Für Klavier zu 4 Händen. 25 Min.

### Literarische Werke
- Luova Hetki („Der kreative Moment“) 1998
- Pyöriikö kuu? („Dreht sich der Mond?“) 2001
- Flyygelin kanssa („Mit dem Flügel“) 2004
- Hämähäkki0 („Die Spinne“) 2012

## Auszeichnungen
- Schubert.Medaille des Österreichischen Kultusministeriums 1977
- Ehrenpreis der Kulturstiftung Finnlands 1982
- Orden Pro Finlandia 1990
- Gilmore Artist Award 1994
- Auszeichnung durch Sofia, die Königin von Spanien in Madrid in 2012
- Doktor h. c. durch Akademie für Musik und Theater, Tallinn, 2019